# Maisoon Al Saleh
Maisoon Al Saleh (ur. 8 kwietnia 1988 w Dubaju) – malarka pochodząca ze Zjednoczonych Emiratów Arabskich. Swój styl malarski sama artystka zalicza do surrealizmu.

## Życiorys
Maisoon urodziła się 8 kwietnia 1988 roku w Dubaju. Dzięki wsparciu swojego wujka, który również był malarzem, już w wieku 8 lat zaczęła malować farbami olejnymi na płótnach.   W styczniu 2010 roku otrzymała dyplom ukończenia studiów z architektury wnętrz na Uniwersytecie Zayeda. W tym samym roku, odbyła się również jej pierwsza solowa wystawa obrazów, która miała miejsce jesienią w Maraya Art Centre w Szardża.
W 2011 roku portal Time Out Dubai zaliczył Maisoon do dziesiątki najbardziej popularnych artystów w Dubaju. Prace artystki, poza Emiratami, wystawiane były również, między innymi, w Macedonii, Włoszech, Hiszpanii, Singapurze i parę razy w USA.

## Twórczość
Na tworzonych przez siebie obrazach, Maisoon najczęściej przedstawia postacie ludzkich oraz zwierzęcych szkieletów, które elementami swojego ubioru, pozy czy otoczenia nawiązują do współczesnej oraz ludowej kultury Emiratów Arabskich. Według malarki owo przedstawienie ma wyrażać krytykę wielu negatywnych zjawisk społecznych, z którymi spotkała się w swoim kraju. Do malowania postaci jako szkieletów miało ją zainspirować jej własne zdjęcie rentgenowskie, które zrobiono jej w wieku 16 lat.
Przy tworzeniu obrazów Maisoon używa farb akrylowych nakładanych na płótno.